# Paraenasioidea marani
Paraenasioidea marani är en stekelart som beskrevs av Hoffer 1953. Paraenasioidea marani ingår i släktet Paraenasioidea och familjen sköldlussteklar.
Artens utbredningsområde är Slovakien. Inga underarter finns listade i Catalogue of Life.